# 苍石
苍石（1922年—），原名徐昌硕，男，江苏南通人，中国摄影家，曾任中国摄影学会常务理事，中华全国广告学会会长。